# نادي أوساسكو
نادي أوساسكو (بالبرتغالية: Esporte Clube Osasco‏) هو نادي كرة قدم برازيلي غير نشط حاليًا ومقره في أوساسكو، ولاية ساو باولو.